# Семуа
Семуа (фр. вимова: [səmwa]; валл. Simwès, часто під прихованою формою Smwès; Semoy, нім. Sesbach, люксемб. Setzbaach; фр. Semois) — річка, що протікає з Арденнського нагір'їя Бельгії та Франції у напрямку до Маасу, правою притокою якої вона є.
Витік Семуа знаходиться в Арлоні, Валлонія, в бельгійській провінції Люксембург, недалеко від кордону з Великим Герцогством Люксембург. Протікаючи у приблизно західному напрямку, вона входить до Франції після проходження через бельгійське село Боан-сюр-Семуа і формує приблизно 2 кілометри бельгійсько-французького кордону. За 24 кілометри нижче за течією в Монтерме вона впадає в Маас. Загальна довжина річки становить 210 кілометрів.
На берегах Семуа також розташовані міста Шині, Флоренвіль, Ербьон, Буйон (включаючи населені пункти Доан і Пупеан) і Вресс-сюр-Семуа (усі в Бельгії).
Найдавніша документальна згадка річки під назвою Сесмара датується II століттям нашої ери. Річка мала таку назву до того, як регіон зазнав впливу значної германської імміграції. Середньовічні форми включають Sesomirs (664), Sesmarus (950), Sesmoys (1104) і Semoir (1244).
Річка дала назву сорту тютюну, що вирощується в цій місцевості.

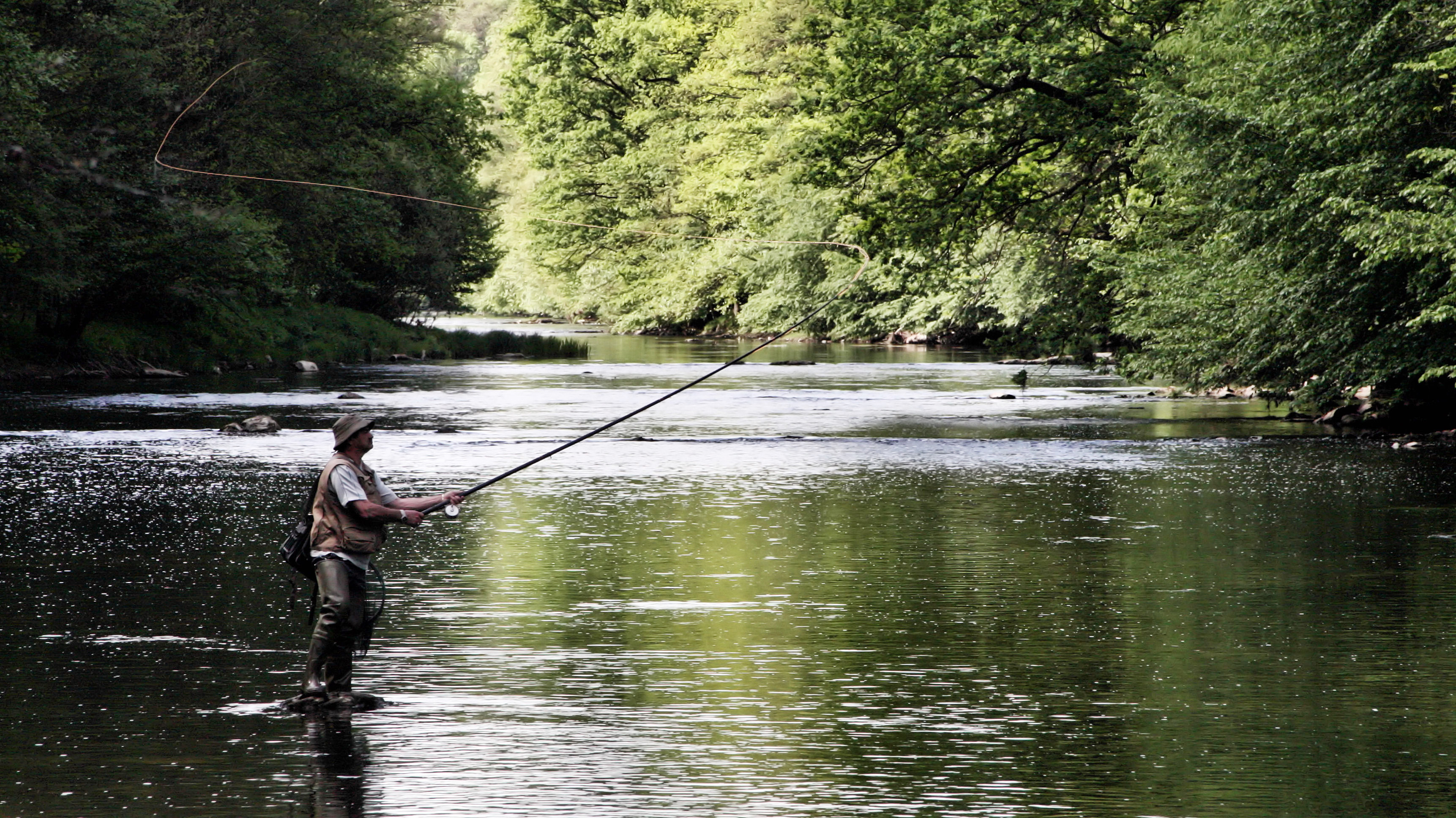
Семуа біля Флоренвіля